# Tombili

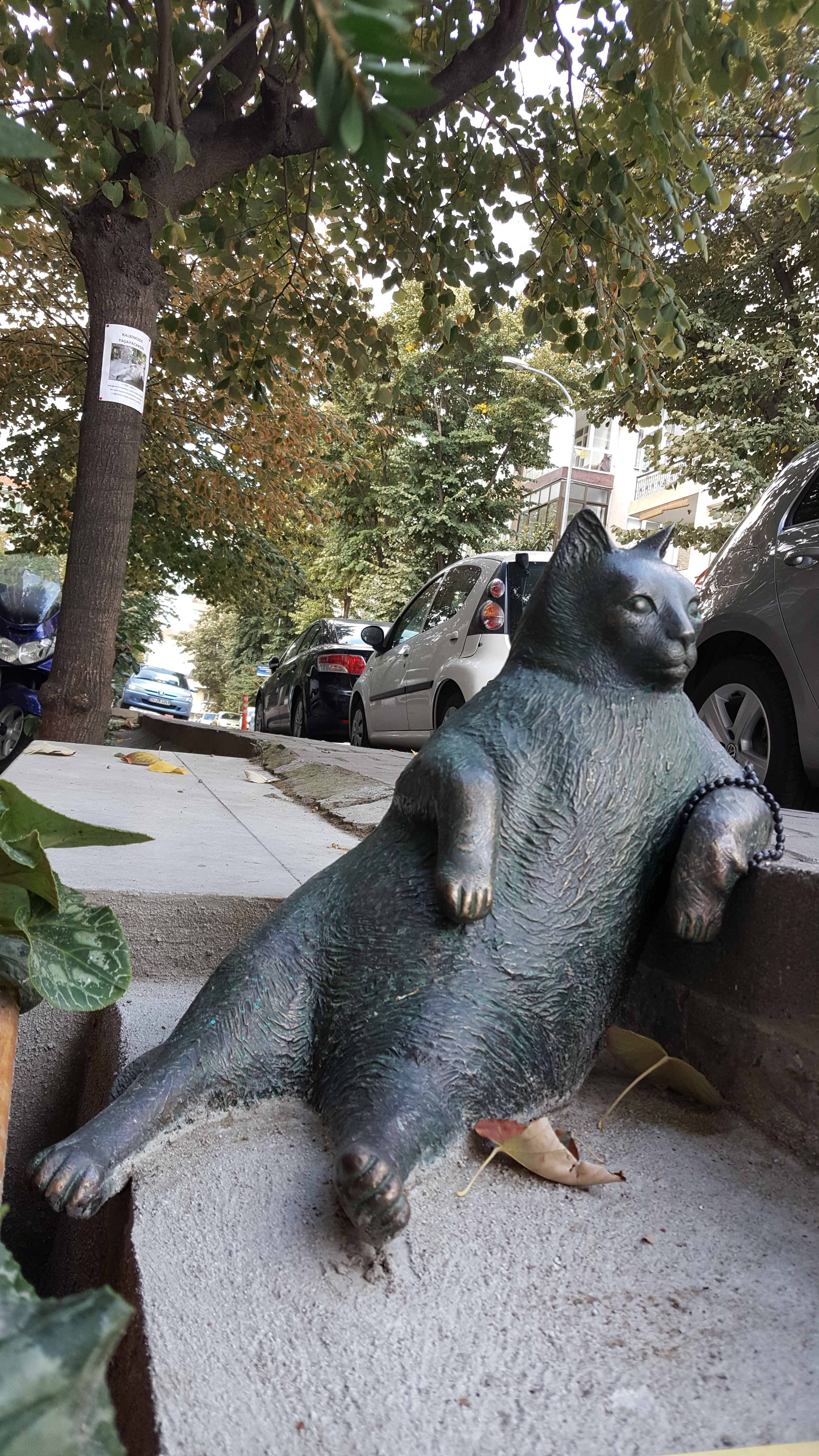
Tombilis Bronzestatue in Ziverbey (Kadıköy), Istanbul

Tombili (Geburtsort und -datum unbekannt, gestorben am 1. August 2016 in Istanbul) war ein Straßenkater. International bekannt wurde das Tier durch ein Foto, das ihn in einer Pose zeigt, die an einen entspannt dasitzenden Menschen erinnert. Die Stadt Istanbul würdigte Tombili nach seinem Versterben mit einer Statue, die den Kater in seiner markanten Pose zeigt.

## Leben
Tombili (türkisch für Pummelchen) war ein Straßenkater, welcher in Ziverbey im Bezirk Kadıköy auf der asiatischen Seite Istanbuls lebte. Durch seine Art, sich an Kanten und Treppenstufen anzulehnen, gewann der Kater an Beliebtheit bei den Bewohnern in seinem Viertel. Durch ein Foto dieser Pose wurde der Kater in Sozialen Netzwerken weltweit bekannt und entwickelte sich zu einem Internetphänomen. Im Viertel Kadıköy erlangte er dadurch Kultstatus. Im Jahr 2016 erkrankte Tombili schwer und verstarb schließlich Anfang August.

## Denkmal
Nach seinem Tod errichteten die Istanbuler Behörden in Kadıköy auf Wunsch der Anwohner eine Bronzestatue, welche zum Welttierschutztag am 4. Oktober 2016 eingeweiht wurde. Die Aktion wurde durch den Interessenverein „Anadolu Kedisi“ initiiert. Der Verein, der sich dem Schutz von Katzen unter wissenschaftlichen Gesichtspunkten verschrieben hat, sammelte in einer Petition 17.000 Unterschriften für dieses Vorhaben. Die Statue wurde ehrenamtlich von der ansässigen Bildhauerin Seval Sahin kreiert. Bei der Einweihung des Denkmals hielt unter anderem Başar Necipoğlu, der stellvertretende Bürgermeister von Kadıköy, eine Ansprache.